# Ceratomyxa intexua
Ceratomyxa intexua is een microscopische parasiet uit de familie Ceratomyxidae. Ceratomyxa intexua werd in 1960 beschreven door Meglitsch. 